# Тит Дідій
Тит Дідій (лат. Titus Didius; ? — 11 червня 89 до н. е.) — політичний, державний та військовий діяч Римської республіки, консул 98 року до н. е.

## Життєпис
Походив з плебейського роду Дідіїв. Син Тита Дідія, народного трибуна 143 року до н. е.
У 113–112 роках до н. е. Тит Дідій молодший був магістратом монетного двору. У 103 році до н. е. його обрано народним трибуном. У 101 році до н. е. Дідій став претором. У 100 році до н. е. як пропреторську провінцію отримав Македонію. Тут з успіхом воював проти фракійських, ілірійських, паннонійських племен, зокрема підкорив плем'я скордісків, за що отримав тріумф.
У 98 році до н. е. його обрано консулом разом з Квінтом Цецилієм Метеллом Непотом. За його ініціативи був прийнято закон (lex Caecilia Didia), яким заборонялося народним трибунам приймати кілька законопроєктів одним пакетом (пакетне голосування) і встановлювався між висуненням законопроєкту і голосуванням по ньому термін у три нундіни.
Як проконсульську провінцію у 97 році до н. е. отримав Ближню Іспанію. Протягом усього проконсульського терміну воював з кельтіберами,  після напруженого протистояння розбив племена ареваків й ваккеїв, захопив міста Терми та Коленда. За це римський сенат надав йому другий тріумф. Разом з тим жорстке ставленням до місцевого населення спровокувало невдоволення, яке вилилося у повстання після від'їзду у 93 році до н. е. з провінції Тита Дідія.
Під час Союзницької війни 91—88 років до н. е. був легатом. З успіхом воював проти повсталих, зокрема у 89 році до н. е. захопив м. Геркуланум. Загинув 11 червня того ж року у битві в місцині між Нолою та Помпеями.

## Родина
- Тит Дідій, народний трибун 95 року до н.е.